# 牛頓 (新罕布什爾州)
牛頓（英語：Newton）是一個位於美國新罕布什爾州羅京安縣的鎮。

## 人口
根據2020年美國人口普查的數據，牛頓的面積為25.80平方千米，當中陸地面積為25.40平方千米，而水域面積為0.40平方千米。當地共有人口4820人，而人口密度為每平方千米187人。